# 吉林大学 (吉林市)
吉林大学是中共吉林省委、吉林省民主政府于1946年创办的一所大学，校址位于吉林市。该校后于1948年4月在吉林市复校，同年年6月并入解放区东北大学。1950年4月，东北大学改称东北师范大学。

## 历史

### 背景
1929年，吉林省主席张作相在吉林市八百垅创办了省立吉林大学。1934年，满洲国教育部将省立吉林大学更名为吉林高等师范学校，后于1938年再次改为吉林师道高等学校。1942年，吉林师道高等学校更名为吉林师道大学。

### 1946年第一次办校
1945年日本投降后，中国共产党领导的东北抗日民主联军接管了吉林市，该党党员李维民任吉林市委书记，在吉林师道大学传播中国共产党主张。1945年10月，东北局派张启龙任吉林省工委书记，袁任远为永吉地委书记。张启龙、袁任远邀请民国教育厅长王可耕（王莘林）出来做工作，张启龙亲自到学校演讲，要求校内党员团结师生、稳定人心、保护学校。1946年3月吉林省工委派永吉地委宣传部长何锡麟到八百垅重建吉林大学，筹建各院系、招收失学失业青年学生及该校在校生共400余人，设有本科与预科。苏联红军撤离吉林市后，共产党彻底接管市区，1946年4月24日吉林大学正式举办开学典礼。校长王可耕、永吉地委书记袁任远、吉林省副主席栗又文、永吉军分区司令员王效明、吉林市长沈越（省立吉林大学校友）致辞。吉林大学教育长何锡麟宣读了省主席周保中的亲笔贺词。以“全心全意为人民服务”作为吉林大学校训。原吉林师道大学的教职工一百余人，包括日籍教师6人，全部留任。中共吉林大学支部书记吴宝勋。校学生主席赵钝（兼任吉林市新青年联盟主席）。吉林大学设立：
- 理学院
- 文法学院：院长何锡麟兼任
- 艺术学院
- 医学院

1946年5月24日中共的党政军撤离吉林市。大部分师生留在吉林市，随后国民党吉林省政府在校址上创办了长白师范学院；5月25日凌晨何锡麟带领少部分师生撤出吉林市到延边，组成群众工作团下到汪清县开展反奸清算、开辟根据地工作。1946年10月何锡麟结束在蛟河县拉法的军调部第33执行小组的工作回到延吉。奉命创办吉林省立民主学院。

### 1948年第二次办校
1948年3月国军第60军放弃吉林市，撤逃至长春市；长白师范学院大部分师生留下。中共吉林省委决定撤销吉林省立民主学院，由何锡麟在吉林市恢复吉林大学。由于王可耕已经逝世，由吉林省主席、东北民主联军副司令员周保中兼任吉林大学校长，何锡麟任教育长。1948年4月24日两周年校庆之日，吉林大学再次于西关八百垄旧校址复校。
1948年6月东北局决定在佳木斯的解放区东北大学迁入吉林市，吉林大学并入东北大学。东北大学校长张如心，教育长何锡麟兼校党组书记。1949年7月东北大学迁入长春市今自由大路校部。1950年4月改称东北师范大学。